# Ligue majeure de baseball 2018
Navigation
2017 2019
La saison 2018 de la Ligue majeure de baseball est la 118e saison depuis le rapprochement entre la Ligue américaine et la Ligue nationale et la 143e saison de la Ligue majeure de baseball. Pour les 30 clubs, le premier match est programmé pour le jeudi 29 mars 2018. 
C'est la première fois de l'histoire que la saison régulière commence si tôt dans l'année et la première fois depuis 1968 que tous les clubs des majeures sont en action la première journée. Le premier lancer est prévu au Marlins Park de Miami lorsque les Marlins de Miami accueilleront les Cubs de Chicago pour le premier de 15 matchs prévus le 29 mars. Le dernier des 162 matchs de saison régulière de chaque club est programmé pour le dimanche 30 septembre 2018. La phase de séries éliminatoires doit commencer dans les premiers jours d'octobre et se terminera à la fin du mois par la Série mondiale 2018, qui couronne le champion de la saison 2018.
Les Astros de Houston débutent la saison 2018 en tant que champions de la Ligue majeure de baseball, après avoir remporté la Série mondiale 2017 en novembre précédent, savourant ainsi le premier titre de leur histoire. Les Astros sont aussi champions en titre de la Ligue américaine. Les champions en titre de la Ligue nationale sont les Dodgers de Los Angeles, perdants de la dernière Série mondiale contre Houston.
Le 89e match des étoiles de la Ligue majeure de baseball aura lieu le mardi 17 juillet 2018 au Nationals Park, domicile des Nationals de Washington. C'est la première fois depuis 1969 que le match d'étoiles annuel est joué à Washington.

## Classement final
| Ligue nationale division Est | V  | D  | %    | Diff. | Diff. (élim.) |
| ---------------------------- | -- | -- | ---- | ----- | ------------- |
| Braves d'Atlanta             | 90 | 72 | ,556 | -     | -             |
| Nationals de Washington      | 82 | 80 | ,506 | 8     | -             |
| Phillies de Philadelphie     | 80 | 82 | ,494 | 10    | -             |
| Mets de New York             | 77 | 85 | ,475 | 13    | -             |
| Marlins de Miami             | 63 | 98 | ,391 | 26.5  | -             |

| Ligue nationale division Centrale | V  | D  | %    | Diff. | Diff. (élim.) |
| --------------------------------- | -- | -- | ---- | ----- | ------------- |
| Brewers de Milwaukee              | 96 | 67 | ,589 | -     | -             |
| Cubs de Chicago                   | 95 | 68 | ,583 | 1     | -             |
| Cardinals de Saint-Louis          | 88 | 74 | ,543 | 7.5   | -             |
| Pirates de Pittsburgh             | 82 | 79 | ,509 | 13    | -             |
| Reds de Cincinnati                | 67 | 95 | ,414 | 28.5  | -             |

| Ligue nationale division Ouest | V  | D  | %    | Diff. | Diff. (élim.) |
| ------------------------------ | -- | -- | ---- | ----- | ------------- |
| Dodgers de Los Angeles         | 92 | 71 | ,564 | -     | -             |
| Rockies du Colorado            | 91 | 72 | ,558 | 1     | -             |
| Diamondbacks de l'Arizona      | 82 | 72 | ,506 | 9.5   | -             |
| Giants de San Francisco        | 73 | 89 | ,451 | 18.5  | -             |
| Padres de San Diego            | 66 | 96 | ,407 | 25.5  | -             |

| Ligue américaine division Est | V   | D   | %    | Diff. | Diff. (élim.) |
| ----------------------------- | --- | --- | ---- | ----- | ------------- |
| Red Sox de Boston             | 108 | 54  | ,667 | -     | -             |
| Yankees de New York           | 100 | 62  | ,617 | 8     | -             |
| Rays de Tampa Bay             | 90  | 72  | ,556 | 18    | -             |
| Blue Jays de Toronto          | 73  | 89  | ,451 | 35    | -             |
| Orioles de Baltimore          | 47  | 115 | ,290 | 61    | -             |

| Ligue américaine division Centrale | V  | D   | %    | Diff. | Diff. (élim.) |
| ---------------------------------- | -- | --- | ---- | ----- | ------------- |
| Indians de Cleveland               | 91 | 71  | ,562 | -     | -             |
| Twins du Minnesota                 | 78 | 84  | ,481 | 13    | -             |
| Tigers de Détroit                  | 64 | 98  | ,395 | 27    | -             |
| White Sox de Chicago               | 62 | 100 | ,383 | 29    | -             |
| Royals de Kansas City              | 58 | 104 | ,358 | 33    | -             |

| Ligue américaine division Ouest | V   | D  | %    | Diff. | Diff. (élim.) |
| ------------------------------- | --- | -- | ---- | ----- | ------------- |
| Astros de Houston               | 103 | 59 | ,636 | -     | -             |
| Athletics d'Oakland             | 97  | 65 | ,599 | 6     | -             |
| Mariners de Seattle             | 89  | 73 | ,549 | 14    | -             |
| Angels de Los Angeles           | 80  | 82 | ,494 | 23    | -             |
| Rangers du Texas                | 67  | 95 | ,414 | 36    | -             |

### Séries éliminatoires
Les nombres avant les noms de clubs indiquent les têtes de séries, et les nombres à droite du nom indiquent le nombre de matchs gagnés dans la ronde éliminatoire.
|  | Matchs de meilleur deuxième | Matchs de meilleur deuxième | Matchs de meilleur deuxième |  |   | Séries de divisions | Séries de divisions    | Séries de divisions  |                        |   | Séries de championnat | Séries de championnat | Séries de championnat |  |  | Série mondiale | Série mondiale    | Série mondiale |
|  |                             |                             |                             |  |   |                     |                        |                      |                        |   |                       |                       |                       |  |  |                |                   |                |
|  |                             |                             |                             |  |   | 4                   | Yankees de New York    | 1                    |                        |   |                       |                       |                       |  |  |                |                   |                |
|  | 5                           | Athletics d'Oakland         | 2                           |  |   | 1                   | Red Sox de Boston      | 3                    |                        |   |                       |                       |                       |  |  |                |                   |                |
|  | 5                           | Athletics d'Oakland         | 2                           |  | 1 | 1                   | Red Sox de Boston      | 3                    | Red Sox de Boston      | 4 |                       |                       |                       |  |  |                |                   |                |
|  | 4                           | Yankees de New York         | 7                           |  | 1 |                     | Ligue américaine       | Ligue américaine     | Ligue américaine       | 4 |                       |                       |                       |  |  |                |                   |                |
|  | 4                           | Yankees de New York         | 7                           |  | 2 | Astros de Houston   | Ligue américaine       | Ligue américaine     | Ligue américaine       | 1 |                       |                       |                       |  |  |                |                   |                |
|  |                             |                             |                             |  |   | Astros de Houston   | 3                      | Indians de Cleveland | 0                      | 1 |                       |                       |                       |  |  |                |                   |                |
|  |                             |                             |                             |  |   |                     | 3                      | Indians de Cleveland | 0                      |   |                       |                       |                       |  |  |                |                   |                |
|  |                             |                             |                             |  |   | 2                   | Astros de Houston      | 3                    |                        |   |                       |                       |                       |  |  |                |                   |                |
|  |                             |                             |                             |  |   |                     |                        |                      |                        |   |                       |                       |                       |  |  | 1              | Red Sox de Boston | 4              |
|  |                             |                             |                             |  |   |                     |                        | 2                    | Dodgers de Los Angeles | 1 |                       |                       |                       |  |  |                |                   |                |
|  |                             |                             |                             |  |   | 3                   | Braves d'Atlanta       | 1                    |                        |   |                       |                       |                       |  |  |                |                   |                |
|  |                             |                             |                             |  |   | 2                   | Dodgers de Los Angeles | 3                    |                        |   |                       |                       |                       |  |  |                |                   |                |
|  |                             |                             |                             |  |   | 2                   | Dodgers de Los Angeles | 3                    |                        | 1 | Brewers de Milwaukee  | 3                     |                       |  |  |                |                   |                |
|  | 5                           | Rockies du Colorado         | 2                           |  |   | Ligue nationale     | Ligue nationale        | Ligue nationale      |                        | 1 | Brewers de Milwaukee  | 3                     |                       |  |  |                |                   |                |
|  | 5                           | Rockies du Colorado         | 2                           |  | 2 | Ligue nationale     | Ligue nationale        | Ligue nationale      | Dodgers de Los Angeles | 4 |                       |                       |                       |  |  |                |                   |                |
|  | 4                           | Cubs de Chicago             | 1                           |  | 2 |                     | 5                      | Rockies du Colorado  | Dodgers de Los Angeles | 4 | 0                     |                       |                       |  |  |                |                   |                |
|  | 4                           | Cubs de Chicago             | 1                           |  |   |                     | 5                      | Rockies du Colorado  |                        |   | 0                     |                       |                       |  |  |                |                   |                |
|  |                             |                             |                             |  |   | 1                   | Brewers de Milwaukee   | 3                    |                        |   |                       |                       |                       |  |  |                |                   |                |

## Entraînement de printemps
Les camps d'entraînements des 30 clubs du baseball majeur s'ouvrent en février en Floride et en Arizona, avec un premier match amical joué le 21 février 2018 et les premiers matchs présaison de la Ligue des Pamplemousses (Floride) et de la Ligue des Cactus (Arizona) programmés pour le 23 février. Pour la 5e année de suite, des matchs présaison seront disputés au Stade olympique de Montréal lorsque les Blue Jays de Toronto et les Cardinals de Saint-Louis y compléteront leur calendrier préparatoire à la saison les 26 et 27 mars 2018.

## Séries éliminatoires
- 23 octobre : début de la Série mondiale entre les Red Sox de Boston et les Dodgers de Los Angeles.
- 28 octobre: les Red Sox de Boston remportent la Série mondiale 2018 contre les Dodgers de Los Angeles quatre victoires à un.